# NGC 4682
NGC 4682 је спирална галаксија у сазвежђу Девица која се налази на NGC листи објеката дубоког неба.
Деклинација објекта је - 10° 3' 50" а ректасцензија 12h 47m 15,5s. Привидна величина (магнитуда) објекта NGC 4682 износи 12,4 а фотографска магнитуда 13,1. Налази се на удаљености од 22,9000 милиона парсека од Сунца. NGC 4682 је још познат и под ознакама MCG -2-33-8, IRAS 12446-0947, PGC 43147.